# 迪芬巴赫 (莱茵兰-普法尔茨州)
迪芬巴赫是德国莱茵兰-普法尔茨州的一个市镇。总面积1.42平方公里，总人口63人，其中男性33人，女性30人（2011年12月31日），人口密度44人/平方公里。